# ジャン＝ピエール・ジャブイーユ
ジャン＝ピエール・アラン・ジャブイーユ（Jean-Pierre Alain Jabouille, 1942年10月1日 - 2023年2月2日）は、フランスの元レーシング・ドライバー。1976年ヨーロッパF2チャンピオン。
マスメディアによっては、「ジャン＝ピエール･ジャブイユ」「ジャン＝ピエール・ジャブイル」等の表記がなされることもある。

## 経歴
パリ市に生まれる。高等学校まで終えると、装飾芸術の専攻コースに進学し将来はインテリアデザイナーとして生計を立てる将来像を描いていた。アイススケートを得意とする少年で、フランスのスケートジュニアチャンピオンを取ったこともあった。そしてこの頃からパリで仲良くしていた弁護士の息子がおり、常に一緒に行動するような友人だった。その友人とは後にF1レーサーとなるジャック・ラフィットであり、ジャブイーユ家とラフィット家はフランス中部にある山間部の別荘を共同所有しているような家庭同士も非常に強い絆がある関係だった。
ジャブイーユは1967年からプライベータ―としてフランスF3に参戦開始。1969年にアルピーヌのワークス・チーム入りを果たす。ル・マン24時間レースにはマトラ・スポーツから出場する一方で、アルピーヌ・ルノーの2000ccスポーツカーでもレースに出場した。
フォーミュラ2にも1968年からスポット参戦していたが、1974年からジェラール・ラルースが指揮するF2エルフ・ワークスチームの一員として本格参戦を開始し、1勝を挙げランキング4位を獲得。この好成績によりF1参戦のチャンスが訪れ、F1第9戦フランスGPでISOウィリアムズから、第12戦オーストリアGPでサーティースからスポット参戦。しかし、どちらも予選落ちとなり公式デビューは果せなかった。
1975年のヨーロッパF2でも1勝を挙げランキング5位と成績を残し、前年に続きF1へスポット参戦のチャンスを掴む。F1第9戦フランスGPにティレルから参戦、予選を21位で通過しF1デビューを果たし、決勝も12位で完走した。
1976年もF2エルフチームからヨーロッパF2へフル参戦。ルネ・アルヌーとシリーズチャンピオン争いを展開し、最終戦でこの年3勝目を挙げて同年のヨーロッパF2チャンピオンを獲得。この頃から彼はルノーのF1用ターボ・エンジンプロジェクトに参加し始め、極秘に進められていたこの計画での試運転をする役目であり、この計画に多大な経済的支援をしていたエルフに対して燃料についての具体的な要求や、説得力ある技術解説をするのもジャブイーユの役目であった。

### ルノーターボマシン開発への尽力
元々スポーツカーや下位フォーミュラーでルノーと縁があり、実績を残していたジャブイーユは、その後ルノーのF1プロジェクトにおけるドライバーに抜擢される。ルノーのエンジン部門だったベルナール・デュドらと開発し、1977年にはF1史上初のターボ車「RS01」が完成。タイヤ・ガソリンにもそれぞれフランスのミシュラン・エルフを使用するなど、フランス人のジャブイーユがドライブすることも含めた「オールフレンチ体制」が話題を集めた。
しかしエンジンはターボラグの酷さに加え、信頼性も低いものであった。初陣の1977年第10戦イギリスGPでは、予選21位に沈み決勝でもターボのトラブルでリタイヤ。1977年はこれを含め計5戦にエントリーしたが、リタイヤ4回・予選落ち1回と一度も完走出来なかった。
1978年は速さを獲得し、予選で3位グリッドを2度獲得するなど上位に食い込むようになる。第15戦アメリカ東GPでは、4位に入り自身及びチームにとっての初入賞を記録している。しかし信頼性の低さは変わらず、参戦した14戦中完走は4回であった。

#### 1979年
チームメイトにF2時代からのライバル、ルネ・アルヌーを迎え、ルノーは2台体制となった。車両の速さは前年以上となり、ジャブイーユは予選で4度のPPを獲得した。このうち地元の第8戦フランスGPではポールトゥーウィンで自身の初優勝を挙げた。このレースは「フランス人が、フランスGPにおいて、フランス製のガソリンとタイヤを使用したフランスチームのマシンを駆り初優勝を成し遂げたレース」となった。また、これはチームにとっても初優勝であり、開発の努力が報われる結果となった。このレースは、アルヌーとフェラーリのジル・ヴィルヌーヴが、終盤に激しい2位争いを展開したGPとしても知られている。
年間を通しては15戦中完走4回と、相変わらず信頼性の無いマシンに泣かされる結果となった。

#### 1980年
ルノーでの3シーズン目となり、予選ではPP2回など好位置につけ、第10戦オーストリアGPでは予選2位から自身2勝目を記録。しかし、トラブルの多さは相変わらずでリタイヤを連発、結果的にゴール出来たのはオーストリアGPのみとなった（第4戦アメリカ西GPは、リザルト上完走扱い）。また同僚のアルヌーが2勝を挙げるなどの活躍を見せる中で、ジャブイーユは第9戦までノーポイントとなったことでチームもドライバーズチャンピオンの可能性が残っていたアルヌーを中心に動きつつあった。
そんな中でジャブイーユは、ターボエンジンの開発経験と、ターボでの優勝経験を持つ数少ないドライバーであり、新たにターボを開発し始めていた他チームからその能力を高く評価され、翌シーズンに向けて移籍市場の目玉とされるようになった。フェラーリ、ブラバム、アルファロメオから移籍の打診を受け、ジャブイーユは一旦交わしていたルノーとの来期契約を破棄し、検討の末マトラと契約。ルノー同様、ターボマシンの開発を担当する予定となっていた。しかし第13戦カナダGPでルノーにプレーキ・トラブルが発生し、減速できないままコンクリート壁にクラッシュし両足を骨折。最終戦アメリカ東GPは欠場を余儀なくされ、シーズンを終えた。

### ルノー離脱後
1981年はマトラエンジンを搭載するリジェからの参戦。親友であり義兄弟であるラフィットとのコンビとなった。骨折からの回復に務めるも開幕戦は間に合わず、第3戦から実戦に復帰。しかし負傷の影響もあり3度の予選落ちと3度のリタイヤという結果に終わる。地元フランスGPが迫っていたが、自身の不甲斐ない成績にシーズン半ばにしてジャブイーユは引退を決断。第7戦スペインGPが最後となり、地元グランプリを走ることなくグランプリ・パドックを去った。
F1後は地元フランスでスポーツカーレースに参戦し、プジョーやBMWを駆り活躍した。また1994年からのプジョー・エンジンのF1参戦では、チームディレクターとしてマクラーレン・プジョーに関わった。

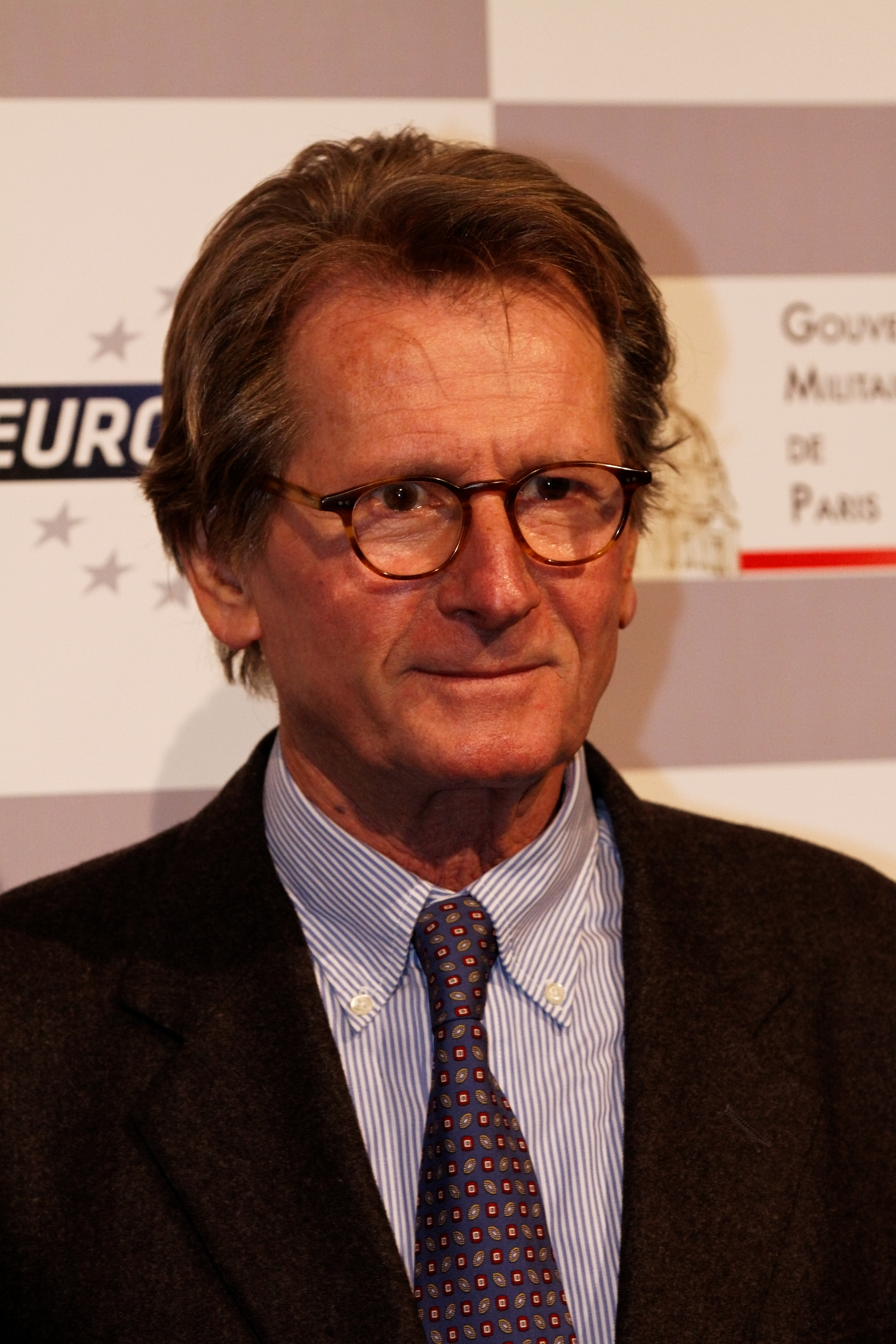
レーサー引退後（2012年）

2023年2月2日、死去。80歳没。

## 人物
- ドライバーとしてだけではなく、マシンデザインやエンジニアとしての能力も持っていた。これは特別に専門校で学んだ結果ではなく、初めてレースに出場した時に乗っていたルノー・アルピーヌA110・ベルリネッタを2年間独学で研究し続けた結果得た能力で、レーシングカーに対しての明晰な分析能力があった[1]。1976年には自身のデザインしたマシンでヨーロッパF2タイトルを獲得した。
- 1975年の富士グランチャンピオンレース第4戦の予選でポールポジションを獲得したが、決勝は雨のため順延。スケジュールが合わなかったため棄権している。
- 少年時代からの友人であるジャック・ラフィットとは義兄弟（互いの妻が姉妹）でもある。ジャブイーユの妻の名前はジェヌヴィエーブ、ラフィットの妻の名前はベルナデット。
- 1981年のスペインGPでは、「兄弟愛」で、マクラーレンのジョン・ワトソンをブロックし、先行するチームメイトのラフィットに進路を譲った[4]。

## レース戦績

### 略歴
| 年   | シリーズ                              | チーム                                           | レース | 勝利 | PP | FL | 表彰台 | ポイント | 順位 |
| ---- | ------------------------------------- | ------------------------------------------------ | ------ | ---- | -- | -- | ------ | -------- | ---- |
| 1968 | ヨーロピアン・フォーミュラ2（英語版） | マトラ・スポーツ                                 | 1      | 0    | 0  | 0  | 0      | 0        | NC   |
| 1968 | ル・マン24時間レース                  | ソシエテ・デ・オートモビレ・アルピーヌ           | 1      | 0    | 0  | 0  | 0      | 0        | NC   |
| 1969 | ル・マン24時間レース                  | ソシエテ・デ・オートモビレ・アルピーヌ           | 2      | 0    | 0  | 0  | 0      | 0        | NC   |
| 1970 | ヨーロピアン・フォーミュラ2           | コンストラクションズ・メカニキ・ピグミー         | 2      | 0    | 0  | 0  | 0      | 2        | 16位 |
| 1970 | ル・マン24時間レース                  | エキップ・マトラ＝シムカ                         | 1      | 0    | 0  | 0  | 0      | N/A      | DNF  |
| 1971 | ヨーロピアン・フォーミュラ2           | エキップ・テクノ・エルフ                         | 1      | 0    | 0  | 0  | 0      | 0        | NC   |
| 1972 | ヨーロピアン・フォーミュラ2           | エルフ・ジョン・クームズ                         | 8      | 0    | 0  | 0  | 1      | 7        | 14位 |
| 1972 | ル・マン24時間レース                  | エキップ・マトラ＝シムカ・シェル                 | 1      | 0    | 0  | 0  | 0      | N/A      | DNF  |
| 1973 | ヨーロピアン・フォーミュラ2           | エルフ・ジョン・クームズ                         | 5      | 0    | 0  | 0  | 0      | 3        | 24位 |
| 1973 | ル・マン24時間レース                  | エキップ・マトラ＝シムカ・シェル                 | 1      | 0    | 0  | 0  | 1      | N/A      | 3位  |
| 1974 | ヨーロピアン・フォーミュラ2           | エキュリー・エルフ                               | 7      | 1    | 1  | 3  | 3      | 20       | 4位  |
| 1974 | 世界スポーツカー選手権                | エキップ・ジタン                                 | 2      | 0    | 0  | 0  | 1      | 0        | NC   |
| 1974 | フォーミュラ1                         | フランク・ウィリアムズ・レーシング・カーズ       | 0      | 0    | 0  | 0  | 0      | 0        | NC   |
| 1974 | フォーミュラ1                         | チーム・サーティース                             | 0      | 0    | 0  | 0  | 0      | 0        | NC   |
| 1975 | ヨーロピアン・フォーミュラ2           | エキュリー・エルフ                               | 13     | 1    | 1  | 3  | 3      | 24       | 5位  |
| 1975 | 世界スポーツカー選手権                | エルフ・アルピーヌ＝ルノー                       | 4      | 1    | 2  | 1  | 2      | 0        | NC   |
| 1975 | フォーミュラ1                         | エルフ・チーム・ティレル                         | 1      | 0    | 0  | 0  | 0      | 0        | NC   |
| 1976 | ヨーロピアン・フォーミュラ2           | エキュリー・エルフ                               | 12     | 3    | 4  | 1  | 6      | 53       | 1位  |
| 1976 | 世界スポーツカー選手権                | エルフ・アルピーヌ＝ルノー                       | 4      | 0    | 0  | 0  | 1      | 0        | NC   |
| 1976 | ル・マン24時間レース                  | ルノー・スポール                                 | 1      | 0    | 0  | 0  | 0      | N/A      | DNF  |
| 1977 | フォーミュラ1                         | エキップ・ルノー・エルフ                         | 4      | 0    | 0  | 0  | 0      | 0        | NC   |
| 1977 | ル・マン24時間レース                  | エキップ・ルノー・エルフ                         | 1      | 0    | 0  | 0  | 0      | N/A      | DNF  |
| 1978 | フォーミュラ1                         | エキップ・ルノー・エルフ                         | 14     | 0    | 0  | 0  | 0      | 3        | 17位 |
| 1978 | ル・マン24時間レース                  | エキップ・ルノー・エルフ・スポール・カルバーソン | 1      | 0    | 0  | 0  | 0      | N/A      | 4位  |
| 1978 | ル・マン24時間レース                  | エキップ・ルノー・エルフ・スポール               | 1      | 0    | 0  | 0  | 0      | N/A      | DNF  |
| 1979 | フォーミュラ1                         | エキップ・ルノー・エルフ                         | 14     | 1    | 4  | 0  | 1      | 9        | 13位 |
| 1980 | フォーミュラ1                         | エキップ・ルノー・エルフ                         | 13     | 1    | 2  | 0  | 1      | 9        | 8位  |
| 1981 | フォーミュラ1                         | エキップ・タルボ・ジタン                         | 3      | 0    | 0  | 0  | 0      | 0        | NC   |
| 1987 | 世界ツーリングカー選手権              | バストス・レーシング・チーム（英語版）           | 1      | 0    | 0  | 0  | 0      | 0        | NC   |
| 1989 | ル・マン24時間レース                  | チーム・ザウバー・メルセデス                     | 1      | 0    | 0  | 0  | 0      | N/A      | 5位  |
| 1990 | 世界スポーツカー選手権                | プジョー・タルボ・スポール                       | 2      | 0    | 0  | 0  | 0      | 0        | NC   |
| 1991 | ル・マン24時間レース                  | プジョー・タルボ・スポール                       | 1      | 0    | 1  | 0  | 0      | N/A      | DNF  |
| 1992 | ル・マン24時間レース                  | プジョー・タルボ・スポール                       | 1      | 0    | 1  | 0  | 0      | N/A      | 3位  |
| 1993 | ル・マン24時間レース                  | プジョー・タルボ・スポール                       | 1      | 0    | 1  | 0  | 0      | N/A      | 3位  |

### ヨーロピアン・フォーミュラ2選手権
| 年     | エントラント                             | シャシー         | エンジン       | 1       | 2      | 3       | 4       | 5       | 6       | 7       | 8       | 9       | 10      | 11      | 12      | 13      | 14     | 15  | 16    | 17  | 順位 | ポイント |
| ------ | ---------------------------------------- | ---------------- | -------------- | ------- | ------ | ------- | ------- | ------- | ------- | ------- | ------- | ------- | ------- | ------- | ------- | ------- | ------ | --- | ----- | --- | ---- | -------- |
| 1967年 | マトラ・スポーツ                         | マトラ・MS7      | コスワース FVA | HOC     | THR    | JAR     | PAL     | TUL     | ZAN     | PER     | HOC 9   | VAL     |         |         |         |         |        |     |       |     | NC   | 0        |
| 1970年 | コンストラクションズ・メカニキ・ピグミー | ピグミー・MDB15  | コスワース FVA | THR DNQ | HOC    | BAR 11  | ROU DNQ | PER 8   | TUL     | IMO DNQ | HOC DNS |         |         |         |         |         |        |     |       |     | 16位 | 2        |
| 1971年 | エキップ・テクノ・エルフ                 | テクノ・TF71     | フォード BDA   | HOC Ret | THR    | NÜR     | JAR DNQ | PAL DNQ | ROU DNQ | MAN     | TUL     | ALB DNQ | VAL     | VAL     |         |         |        |     |       |     | NC   | 0        |
| 1972年 | エルフ・ジョン・クームズ                 | マーチ・722      | フォード BDA   | MAL Ret | THR    | HOC     |         |         |         |         |         | IMO NC  | MAN 2   | PER Ret |         |         |        |     |       |     | 14位 | 7        |
| 1972年 | エルフ・ジョン・クームズ                 | アルピーヌ・A367 | フォード BDA   |         |        |         | PAU DNQ | PAL     | HOC     | ROU DNS | ÖST Ret |         |         |         | SAL 9   | ALB Ret | HOC 10 |     |       |     | 14位 | 7        |
| 1973年 | エルフ・ジョン・クームズ                 | アルピーヌ・A367 | フォード BDA   | MAL     | HOC    | THR Ret | NÜR Ret | PAU     | KIN     | NIV     | HOC     | ROU DNS | MNZ     | MAN Ret | KAR     | PER Ret | SAL    | NOR | ALB 5 | VAL | 24位 | 3        |
| 1974年 | エキュリー・エルフ                       | アルピーヌ・A367 | BMW            | BAR 3   | HOC    | PAU 4   | SAL Ret | HOC 1   | MUG 7   | KAR     | PER     | HOC 3   | VAL Ret |         |         |         |        |     |       |     | 4位  | 20       |
| 1975年 | エキュリー・エルフ                       | エルフ・2J       | BMW            | EST 8   | THR 5  | HOC Ret | NÜR 4   | PAU 2   | HOC Ret | SAL 1   | ROU Ret | MUG Ret | PER Ret | SIL Ret | ZOL Ret | NOG 3   | VAL    |     |       |     | 5位  | 24       |
| 1976年 | エキュリー・エルフ                       | エルフ・2J       | ルノー         | HOC Ret | THR 14 | VAL 1   | SAL 6   | PAU 3   | HOC 4   | ROU 2   | MUG 1   | PER 4   | EST 2   | NOG Ret | HOC 1   |         |        |     |       |     | 1位  | 53       |

- 太字はポールポジション、斜字はファステストラップ。(key)

### ル・マン24時間レース
| 年     | チーム                                           | コ・ドライバー                                     | 車両                                       | クラス | 周回数 | 総合 順位 | クラス 順位 |
| ------ | ------------------------------------------------ | -------------------------------------------------- | ------------------------------------------ | ------ | ------ | --------- | ----------- |
| 1968年 | ソシエテ・デ・オートモビレ・アルピーヌ           | ジャン・ギシェ                                     | アルピーヌ・A220 - ルノー・ゴルディーニ    | P 3.0  | 185    | DNF       | DNF         |
| 1969年 | ソシエテ・デ・オートモビレ・アルピーヌ           | パトリック・デパイユ                               | アルピーヌ・A220/69 - ルノー・ゴルディーニ | P 3.0  | 209    | DNF       | DNF         |
| 1970年 | エキップ・マトラ - シムカ                        | パトリック・デパイユ ティム・シェンケン            | マトラ・シムカ - MS650                     | P 3.0  | 70     | DNF       | DNF         |
| 1972年 | エキップ・マトラ - シムカ・シェル                | デヴィッド・ホッブス                               | マトラ・シムカ - MS660C                    | S 3.0  | 278    | DNF       | DNF         |
| 1973年 | エキップ・マトラ - シムカ・シェル                | ジャン＝ピエール・ジョッソー                       | マトラ・シムカ - MS670B                    | S 3.0  | 331    | 3位       | 3位         |
| 1974年 | エキップ・ジタン                                 | フランソワ・ミゴール                               | マトラ・シムカ - MS670C                    | S 3.0  | 324    | 3位       | 3位         |
| 1976年 | ルノー・スポール                                 | パトリック・タンベイ ジョゼ・ドレム                | ルノー・アルピーヌ A442                    | S 3.0  | 135    | DNF       | DNF         |
| 1977年 | エキップ・ルノー・エルフ                         | デレック・ベル                                     | ルノー・アルピーヌ A442                    | S +2.0 | 257    | DNF       | DNF         |
| 1978年 | エキップ・ルノー・エルフ・スポール・カルバーソン | ギ・フレクラン ジャン・ラニョッティ ジョゼ・ドレム | ルノー・アルピーヌ A442A                   | S +2.0 | 358    | 4位       | 4位         |
| 1978年 | エキップ・ルノー・エルフ・スポール               | パトリック・デパイユ                               | ルノー・アルピーヌ A443                    | S +2.0 | 279    | DNF       | DNF         |
| 1989年 | チーム・ザウバー・メルセデス                     | ジャン＝ルイ・シュレッサー アラン・クーディニ      | ザウバー・C9 - メルセデス                  | C1     | 378    | 5位       | 5位         |
| 1991年 | プジョー・タルボ・スポール                       | マウロ・バルディ フィリップ・アリオー              | プジョー・905                              | C1     | 22     | DNF       | DNF         |
| 1992年 | プジョー・タルボ・スポール                       | マウロ・バルディ フィリップ・アリオー              | プジョー・905 Evo 1B                       | C1     | 345    | 3位       | 3位         |
| 1993年 | プジョー・タルボ・スポール                       | マウロ・バルディ フィリップ・アリオー              | プジョー・905 Evo 1B                       | C1     | 367    | 3位       | 3位         |

### フォーミュラ1
| 年     | エントラント                      | シャシー | エンジン                          | 1       | 2       | 3       | 4       | 5       | 6       | 7       | 8       | 9       | 10      | 11      | 12      | 13      | 14      | 15      | 16      | 17  | WDC  | ポイント |
| ------ | --------------------------------- | -------- | --------------------------------- | ------- | ------- | ------- | ------- | ------- | ------- | ------- | ------- | ------- | ------- | ------- | ------- | ------- | ------- | ------- | ------- | --- | ---- | -------- |
| 1974年 | ウィリアムズ （イソ・マールボロ） | FW       | フォード・コスワース DFV 3.0 V8   | ARG     | BRA     | RSA     | ESP     | BEL     | MON     | SWE     | NED     | FRA DNQ | GBR     | GER     |         |         |         |         |         |     | NC   | 0        |
| 1974年 | サーティース                      | TS16     | フォード・コスワース DFV 3.0 V8   |         |         |         |         |         |         |         |         |         |         |         | AUT DNQ | ITA     | CAN     | USA     |         |     | NC   | 0        |
| 1975年 | ティレル                          | 007      | フォード・コスワース DFV 3.0 V8   | ARG     | BRA     | RSA     | ESP     | MON     | BEL     | SWE     | NED     | FRA 12  | GBR     | GER     | AUT     | ITA     | USA     |         |         |     | NC   | 0        |
| 1977年 | ルノー                            | RS01     | ルノー・ゴルディーニ EF1 1.5 V6 t | ARG     | BRA     | RSA     | USW     | ESP     | MON     | BEL     | SWE     | FRA     | GBR Ret | GER     | AUT     | NED Ret | ITA Ret | USA Ret | CAN DNQ | JPN | NC   | 0        |
| 1978年 | ルノー                            | RS01     | ルノー・ゴルディーニ EF1 1.5 V6 t | ARG     | BRA     | RSA Ret | USW Ret | MON 10  | BEL NC  | ESP 13  | SWE Ret | FRA Ret | GBR Ret | GER Ret | AUT Ret | NED Ret | ITA Ret | USA 4   | CAN 12  |     | 17位 | 3        |
| 1979年 | ルノー                            | RS01     | ルノー・ゴルディーニ EF1 1.5 V6 t | ARG Ret | BRA 10  | RSA Ret | USW DNS |         |         |         |         |         |         |         |         |         |         |         |         |     | 13位 | 9        |
| 1979年 | ルノー                            | RS10     | ルノー・ゴルディーニ EF1 1.5 V6 t |         |         |         |         | ESP Ret | BEL Ret | MON NC  | FRA 1   | GBR Ret | GER Ret | AUT Ret | NED Ret | ITA 14  | CAN Ret | USA Ret |         |     | 13位 | 9        |
| 1980年 | ルノー                            | RE20     | ルノー・ゴルディーニ EF1 1.5 V6 t | ARG Ret | BRA Ret | RSA Ret | USW 10  | BEL Ret | MON Ret | FRA Ret | GBR Ret | GER Ret | AUT 1   | NED Ret | ITA Ret | CAN Ret | USA     |         |         |     | 8位  | 9        |
| 1981年 | タルボ （リジェ）                 | JS17     | マトラ MS81 3.0 V12               | USW     | BRA     | ARG DNQ | SMR NC  | BEL Ret | MON DNQ | ESP Ret | FRA     | GBR     | GER     | AUT     | NED     | ITA     | CAN     | CPL     |         |     | NC   | 0        |

- 太字はポールポジション、斜字はファステストラップ。(key)